# Park Ji-hyeon
Park Ji-hyeon (박지현?; Seongnam, 7 aprile 2000) è una cestista sudcoreana.

## Carriera
Con la Corea del Sud ha disputato i Giochi olimpici di Tokyo 2020 e due Campionati mondiali (2018, 2022).